# تياغو تافاريس
تياغو دي ميلو تافاريس (بالبرتغالية: Thiago de Mello Tavares؛ مواليد 8 نوفمبر 1984) هو مقاتل فنون القتال المختلطة برازيلي.

## وصلات خارجية
- تياغو تافاريس على موقع يو إف سي (الإنجليزية)
- تياغو تافاريس على موقع شيردوغ (الإنجليزية)
- تياغو تافاريس على موقع IMDb (الإنجليزية)
- تياغو تافاريس على موقع قاعدة بيانات الفيلم (الإنجليزية)